# Fatikchhari
Fatikchhari è un sottodistretto (upazila) del Bangladesh situato nel distretto di Chittagong, divisione di Chittagong. Si estende su una superficie di 607,31 km² e conta una popolazione di 388.013 abitanti (dato censimento 1991).